# 劉霞 (作家)
劉霞（1961年4月1日—）是中國詩人、畫家和攝影師，與丈夫劉曉波（2010年諾貝爾和平獎得主）同為中國持不同政見者，在2010年劉曉波獲得諾貝爾獎後被中国政府軟禁至2018年7月10日獲准出境，現居德國柏林。援引现居美国的中国异见人士、作家余杰的消息，刘霞现已入籍德国。

## 生平
劉霞與劉曉波於1996年結婚，她是在刘晓波劳改时嫁予他，而丈夫坐牢时，她便不断寄送閱讀書籍給身陷囹圄的丈夫。她说道，给他送了书，心就觉得踏实，虽然不是所有的书都会获准送到丈夫手里，但这些书是他们两夫妇的感情联系。
刘霞长期患有严重的失眠症状，因而长期服用安眠药。

### 遭中華人民共和國政府軟禁
2010年，劉曉波获得諾貝爾和平獎后，刘霞一直被中華人民共和國政府软禁，并与外界隔绝。先前她接受香港传媒访问时表示，希望刘晓波能获释，而他们将努力争取，至于机会如何，她说道並不抱期望。
2012年12月28日，继2个月以前美联社记者到访后，維權人士胡佳及北京自由派學者徐友漁等人突破當局看守，探望被軟禁家中的劉霞，並拍下錄像。劉霞哽咽落淚，稱自己和家人受到當局極大壓力。
2013年3月8日，香港记者和保钓人士杨匡去北京探访刘霞，在刘霞住所被保安殴打，杨匡被带到海淀区派出所。
2017年7月13日，丈夫刘晓波因肝癌晚期致多重器官衰竭病逝，同年9月2日，外界第一次与刘霞取得了联系，这是刘晓波逝世以来首次，随后联系又陷于中断。

### 獲釋
北京時間2018年7月10日中午，中國國務院總理李克強訪問德國之際，劉霞獲得釋放並與德國駐中國大使柯慕賢搭乘同一班飛機经芬兰赫尔辛基转机前往德国柏林，醫治劉霞受軟禁時得的憂鬱症。劉霞在出發前一週拿到護照，出發前一天法新社記者訪問時，也因擔憂弟弟劉暉安危拒絕記者訪問。劉霞於柏林時間2018年7月10日抵達德國柏林。

## 家庭
劉霞之弟劉暉，被指控與趙軍天共謀，於2010年以發包工程為由，詐騙300萬人民幣。2012年4月被捕，9月撤回起訴，但於2013年1月再度遭起訴，北京懷柔法院判其監禁11年，剝奪政治權利2年，罰款一萬元人民幣。8月16日，二審判決，維持監禁11年。
其家屬認為此事有政治涉入，可能與2012年底部分記者與維護人權人士成功探視劉霞，因而觸怒中國當局有關。

## 著作
- 《刘晓波、刘霞诗选》
- 圖集：劉霞首度曝光攝影作品──孤獨星球（页面存档备份，存于）2017.7.14
- 法作家受託運出劉霞創作 守護囚徒藝術（页面存档备份，存于）2017.7.23

## 外部連結
- 劉霞的X（前Twitter）
- 诺贝尔和平奖得主妻子软禁中对外倾诉（页面存档备份，存于）.2017.02.10
- 劉霞現在有了個“發言人”! （页面存档备份，存于）2017.07.26
- 與妻書：劉曉波寫給劉霞的臨終遺言2017.07.17
- 香港團體聲援劉霞抗議拘捕劉曉波海祭者（页面存档备份，存于）2017年8月2日海彥
- 劉霞仍只能透過中間人報平安-國際代表律師向聯合國申訴劉霞失蹤2017-08-04
- 劉曉波遺孀劉霞網上「報平安」，從兩個視頻裏能看到什麼？（页面存档备份，存于）